# تحالف الحد من الأسلحة
تحالف الحد من الأسلحة (ARC) هو منظمة غير ربحية وغير حكومية مقرها المملكة المتحدة تروج لتقليل الموارد المالية التي تنفق على الأسلحة والجيش وتحويل هذه الموارد لتمويل برامج تفيد الإنسانية وكوكب الأرض، مثل الحد من الفقر والتنمية المستدامة وحماية الضعفاء ووضع نظم لـفض النزاعات بطريقة سلمية والحفاظ على البيئة.
يمثل تحالف الحد من الأسلحة (ARC) دعوة لـالأمم المتحدة (UN) بالموافقة على وثيقة ملزمة قانونيًا تتطلب من الدول الأعضاء في الأمم المتحدة بتقليل كمية الموارد المالية التي تنفق على الأسلحة بنسبة تتراوح بين 1 و5 في المئة سنويًا لمدة 10 إلى 25 سنة. وهذا يستند إلى المادة 26 من ميثاق الأمم المتحدة الذي ينص على «رغبةً في إقامة السلم والأمن القومي وتوطيدهما بأقل تحويل لموارد العالم الإنسانية والاقتصادية، يكون مجلس الأمن مسؤولاً عن وضع خطط تُعرض على أعضاء» الأمم المتحدة«لوضع منهاج لتنظيم التسليح».

## معلومات تاريخية
أطلق تحالف الحد من الأسلحة رسميًا في اجتماع نظمته منظمة العمل من أجل تجديد الأمم المتحدة (Action for UN Renewal) في 7 مايو 2002 في مجلس العموم بلندن.
ينظم تحالف الحد من الأسلحة حملات لحث الدول الأعضاء في الأمم المتحدة على «تطبيق المادة 26 من ميثاق الأمم المتحدة» من خلال تقليل تحويل موارد العالم الإنسانية والاقتصادية إلى التسليح بنسبة ثابتة كل عام. تتبنى هذه السياسة، أو تبنتها، منظمات أخرى، مثل المكتب الدولي للسلام والبنك الدولي1 وبعض الدول الأعضاء في الأمم المتحدة (مثل فرنسا عام 1955 والاتحاد السوفيتي عام 1956 والبرازيل عام 1964 ورومانيا عام 1975 و1977 والسنغال عام 1978) والجمعية العامة (عام 1973 من خلال القرار رقم 3093)؛ غالبًا من منطلق مبدأ نزع السلاح من أجل التنمية [2,3]. وتعود هذه الفكرة إلى [4] عام 1955 عندما وضع رئيس الوزراء الفرنسي إدغار فور خطة في أحد اجتماعات لجنة نزع السلاح التابعة للأمم المتحدة[5]; تقترح «الخفض التدريجي للنفقات العسكرية وإعادة التخصيص المحتمل للموارد، وضخها في مهام تتعلق بـ» التنمية«و» المساعدة المتبادلة«في سبيل تحسين مستوى معيشة الدول النامية».

## العضوية
يشمل رعاة تحالف الحد من الأسلحة دينيس هاليداي وبروس كينت وبيتر آرتشر، بارون آرتشر من ساندويل وأليس ماهون وفيديريكو مايور سرقسطة وليندا ميلفيرن.
يحث الأفراد والمنظمات في جميع أرجاء العالم على المشاركة في تحالف الحد من الأسلحة عن طريق تأييد قرار تحالف الحد من الأسلحة أو الحصول على العضوية. وقد أيدت منظمات من جميع القارات قرار تحالف الحد من الأسلحة . وتبنت مجموعات أخرى قرارات مماثلة،  مثل جمعية الأمم المتحدة في بريطانيا و برنامج لاهاي من أجل السلام والعدل في القرن الحادي والعشرين نسخة محفوظة 20 مارس 2019 على موقع واي باك مشين. والحزب الديمقراطي الاشتراكي الألماني ومنظمة السلام الأخضر.

## قرار تحالف الحد من الأسلحة
يحرك حملة تحالف الحد من الأسلحة هذا النمط من قرارات الأمم المتحدة. ويطالب الداعمين والأعضاء بالموافقة على هذا القرار.
تحالف الحد من الأسلحة (ARC):
"يعنى بالعقبات والتهديدات والصعوبات التي تضعها كميات الأسلحة الكبيرة أمام القدرة على الحفاظ على الأمن والسلام وعلى قدرة المنظمات غير الحكومية وأقسام الأمم المتحدة على القيام بعملها
يعنى بإنفاق الكميات الكبيرة غير المتناسبة التوزيع من موارد العالم الإنسانية والاقتصادية على التسليح
التذكير بأن المادة 26 من ميثاق الأمم المتحدة تدعو إلى «أقل تحويل لموارد العالم الإنسانية والاقتصادية»
يطالب الجمعية العامة للأمم المتحدة، بالموافقة، وجميع الدول الموقعة في الأمم المتحدة بالتصديق، على وثيقة ملزمة قانونيًا:
- أ) تقليل تحويل موارد دولهم الإنسانية والاقتصادية إلى التسليح بنسبة تتراوح بين واحد وخمسة في المئة كل عام
- ب) وضع نظم والحفاظ عليها تجعل من الممكن التحقق والتدقيق المستقل السنوي لمدى التزام دولهم بهذا الاتفاق
- جـ) وضع آلية خاصة بالأمم المتحدة لتسهيل التنفيذ والتعامل مع مسائل معينة، مثل عدم الامتثال والامتيازات ورفع التقارير ومعايير التدقيق ونشر الأهداف والإنجازات سنويًا
- د) تحديد المبالغ التي ستحول من الإنفاق على التسليح لتستخدم في البرامج الخاصة بالدول والأمم المتحدة، مثل الحد من الفقر والتنمية المستدامة ومنع حدوث الصراعات والحل السلمي للصراعات وحماية الضعفاء والحفاظ على البيئة والتنفيذ الفعال للوثيقة الملزمة قانونيًا
- هـ) منح فرص كاملة للمنظمات غير الحكومية والجهات الأخرى غير الحكومية لتقديم مساهماتها في التنفيذ والامتثال وتوزيع الموارد
- و) الحاجة إلى مراجعة وإعادة التزام الدول بالوثيقة الملزمة قانونيًا بعد فترة تتراوح بين 10 و25 عامًا."
  - ترجمت قرارات تحالف الحد من الأسلحة إلى عدة لغات .

## مطبوعات تحالف الحد من الأسلحة
تشمل بعض المطبوعات التي يوزعها تحالف الحد من الأسلحة (بموجب اتفاقية ترخيص المشاع الإبداعي (Creative Commons Attribution ShareAlike)):
- عريضة تحالف الحد من الأسلحة
- لا مزيد من الأسلحة (Arms No More) بواسطة فيجاي ميهتا، هي دراسة شاملة عن الأسلحة الصغيرة والخفيفة وأسلحة الدمار الشامل النووية والبيولوجية والكيميائية. وتسلط الضوء على الجهود العالمية المبذولة في وضع وتنفيذ مشروعات فعالة للحد من استخدام الأسلحة الصغيرة وانتشارها، والتي تمثل تحديًا حرجًا للأمن الإنساني.
- موسيقى تحالف الحد من الأسلحة 
  - اقتباسات السلام الخاصة بتحالف الحد من الأسلحة بواسطة أراي - توضع خطابات تحالف الحد من الأسلحة على موسيقى عالمية مؤلفة أصلاً.
  - تحالف الحد من الأسلحة: الأمم المتحدة وإفريقيا بواسطة أراي - توضع خطابات تحالف الحد من الأسلحة على موسيقى عالمية جديدة مؤلفة خصيصًا لها.

## وصلات خارجية
- Arms Reduction Coalition website
- Action For UN Renewal website
- World Disarmament Campaign (UK) WDC